# Ibne Manique
ibne Manique (Ibn Mānik) era um rebelde árabe do século X.

## Vida
A partir da leitura de Leão, o Diácono talvez seja possível que fosse governador de Antioquia. Aparece após a morte do emir de Alepo Ceife Adaulá (r. 945–967) em 8 de fevereiro de 967, quando juntou-se a ibne Diama e ibne Mamude numa intriga para tirar o patriarca Cristóvão (r. 959/960–967). Porém, o patriarca se recusou a sair da cidade e foi morto em 23 de maio durante uma visita à casa de ibne Manique; sua cabeça foi jogada num forno e seu corpo no rio Orontes.
Após a captura de Antioquia em 28 de outubro de 969 pelos bizantinos, ele e seus comparsas deviam ser punidos pelo assassinado, mas ibne Manique conseguiu escapar. Depois de algum tempo, foi capturado por um grupo de sírios que estavam atacando na área em torno de Antioquia no caminho para Acra e foi entregue ao estratopedarca Pedro no Sáfar de 359 (14 de dezembro de 969 - 11 de janeiro de 970) em seu retorno da conquista de Alepo. Sob ordens do estratego Eustácio Maleíno, foi levado ao porto de Babal Bar, onde o cadáver de Cristóvão foi afundado, e seus membros foram cortados individualmente e jogados em todas as direções.